# Ladenburghöhe
Die Ladenburghöhe ist ein Höhenrücken im 18. Wiener Gemeindebezirk, Währing, und der Name des an ihr entlangführenden Weges.

## Geographie
Die Ladenburghöhe liegt im südwestlichen Bereich des Bezirkes Währing und bildet die südliche Grenze des Pötzleinsdorfer Schlossparks. Die Ladenburghöhe schließt sich nordöstlich an den Schafberg an und ist im Norden von Wald bedeckt. An den südlichen Abhängen befinden sich eine Kleingartenanlage und das Schafbergbad. Die Ladenburghöhe trennt des Weiteren den Einzugsbereich des Währinger Baches von seinem südlichen Zufluss, der Dürwaring. Ein Rest des Quellgebietes der Dürwaring hat sich heute noch am oberen Tichyweg, nordöstlich des Schafbergbades, erhalten.

## Namensherkunft
Der Name der Ladenburghöhe leitet sich von Ludwig Ladenburg (1817 Mannheim – 1877 Frankfurt am Main) ab. Der aus der bekannten jüdischen Mannheimer Familie stammende Bankdirektor war Besitzer des nahen Pötzleinsdorfer Schlosses und ein Förderer der Österreichisch-Ungarischen Nordpolexpedition. Nach ihm wurde unter anderem auch die Ladenburg-Insel im Franz-Josef-Land benannt. Seine Schwester Theodora Ladenburg (1819 Mannheim – 1911 Saint-Cloud bei Paris) war die Frau des Bankiers Eduard David Ellissen, dessen Familie die Theresienthaler Papierfabrik begründete. Ludwig Ladenburg und seine Frau Julie geb. von Lämel, nach der die heutige Dr.-Heinrich-Maier-Straße benannt war, liegen beide auf dem Jüdischen Friedhof in Währing begraben.